# Грацци, Эммануэле
Эмануэле Грацци (итал. Emanuele Grazzi; 30 мая 1891, Флоренция — 7 сентября 1961, Рим) — итальянский дипломат. Он является первым итальянским консулом, размещённым в Тулузе с 1925 по 1927 год, затем послом Италии в Греции в начале Второй мировой войны. В 1940 году именно Грацци вручил ультиматум Муссолини премьер-министру Греции Иоаннису Метаксасу. Отказ последнего вызывал вторжение в Грецию военных сил Италии 28 октября 1940.

## Биография
Грацци родился во Флоренции 30 мая 1891 года. В 1911 году он окончил юридический факультет Пизанского университета.
Он был назначен консульским атташе и направлен в Тунис в 1912 году. Он вернулся в министерство в 1913 году и впоследствии был направлен в Гельсингфорс, сначала в качестве итальянского делегата, а затем в качестве временного поверенного в делах в Межсоюзническом экономическом комитете (1919). Затем он служил в Берлине, став регентом консульства в 1920 году, а затем был назначен консулом во Флорианополисе в 1922 году. В 1924 году он вернулся в министерство. В 1925 году он был переведен в Тулузу, а в 1927 году — в Нью-Йорк в качестве генерального консула.
В 1932 году он был временным поверенным в делах в Гватемале, а в 1934 году вернулся в министерство, чтобы работать в прессе и пропаганде. В 1935 году он был назначен генеральным директором Службы иностранной прессы. В 1939 году его перевели в Афины.
28 октября 1940 года, следуя полученным инструкциям, он предъявил ультиматум генералу Иоаннису Метаксасу, премьер-министру и греческому диктатору, в котором Муссолини требовал, чтобы вся Греция была оккупирована итальянскими войсками. Позже он был отозван в Министерство. В 1943 году его отправили в Белград.
В 1944 году он присоединился к Итальянской социальной республике и был отправлен в Будапешт, где пробыл всего несколько дней. Вышел на пенсию в конце 1947 года.